# 鹿児島県道・宮崎県道108号財部庄内安久線
鹿児島県道・宮崎県道108号財部庄内安久線（かごしまけんどう・みやざきけんどう108ごう たからべしょうないやすひさせん）は、鹿児島県曽於市から宮崎県都城市に至る一般県道である。

## 概要

### 路線データ
- 起点：鹿児島県曽於市財部町南俣（宮崎県道・鹿児島県道2号都城隼人線交点、宮崎県道・鹿児島県道106号大倉田財部線終点）
- 終点：宮崎県都城市安久町（宮崎県道12号都城東環状線交差点）

## 歴史
- 1959年（昭和34年）
  - 6月1日 - 宮崎県告示第226号により宮崎県側の路線認定[1]。
  - 6月10日 - 鹿児島県告示437号により鹿児島県側の路線認定[2]

## 路線状況

### 重複区間
- 宮崎県道・鹿児島県道106号大倉田財部線（鹿児島県曽於市財部町南俣（起点） - 曽於市財部町北俣）
- 宮崎県道31号都城霧島公園線（宮崎県都城市乙房町 - 都城市乙房町・庄内橋南交差点）

## 地理

### 通過する自治体
- 鹿児島県
  - 曽於市
- 宮崎県
  - 都城市
  - 北諸県郡三股町
  - 都城市
  - 北諸県郡三股町
  - 都城市

### 交差する道路
| 交差する道路                                                                         | 都道府県名 | 市町村名 | 市町村名 | 交差する場所         | 交差する場所       |
| ------------------------------------------------------------------------------------ | ---------- | -------- | -------- | -------------------- | ------------------ |
| 宮崎県道・鹿児島県道2号都城隼人線 宮崎県道・鹿児島県道106号大倉田財部線 重複区間起点 | 鹿児島県   | 曽於市   | 曽於市   | 財部町南俣           | 起点               |
| 宮崎県道・鹿児島県道106号大倉田財部線 重複区間終点                                   | 鹿児島県   | 曽於市   | 曽於市   | 財部町北俣           |                    |
| 宮崎県道31号都城霧島公園線 重複区間起点                                              | 宮崎県     | 都城市   | 都城市   | 乙房町               |                    |
| 宮崎県道31号都城霧島公園線 重複区間終点                                              | 宮崎県     | 都城市   | 都城市   | 乙房町               | 庄内橋南交差点     |
| 宮崎県道45号御池都城線                                                               | 宮崎県     | 都城市   | 都城市   | 乙房町               | 乙房交差点         |
| 国道10号                                                                             | 宮崎県     | 都城市   | 都城市   | 都北町               | 都北交差点         |
| 国道269号                                                                            | 宮崎県     | 都城市   | 都城市   | 神之山町             | 都城市神之山交差点 |
| 宮崎県道12号都城東環状線                                                             | 宮崎県     | 北諸県郡 | 三股町   | 大字蓼池（たでいけ） |                    |
| 宮崎県道33号都城北郷線                                                               | 宮崎県     | 北諸県郡 | 三股町   | 大字宮村             | 西植木交差点       |
| 国道222号 / バイパス                                                                 | 宮崎県     | 都城市   | 都城市   | 上長飯町             | 宮村入口交差点     |
| 宮崎県道12号都城東環状線                                                             | 宮崎県     | 都城市   | 都城市   | 安久町               | 終点               |

### 交差する鉄道
- 日豊本線
- 吉都線

### 沿線
- 九州沖縄農業研究センター
- 乙房簡易郵便局
- 都城市立乙房小学校
- 都城北簡易郵便局